# Muralla del Morell
La Muralla del Morell és una obra del Morell (Tarragonès) protegida com a bé cultural d'interès local.

## Descripció
La Muralla de la vila de Morell està greument deteriorada i mutilada. De la primitiva muralla que devia envoltar el primitiu castell dels segles XV-XIV, poca cosa ens ha arribat a nosaltres, com per exemple, les restes del carrer Major amb la Plaça de la Font i les restes del carrer que porta el mateix nom. La muralla està feta amb grosses pedres unides amb morter, però molts trossos de la muralla s'han arrebossat per tal d'evitar la seva destrucció.

## Història
La muralla de la vila degué protegir-lo de les incursions sarraïnes, ja que cal recordar que aquests pobles de la línia del Francolí es trobaven molt amenaçats pels atacants del seus veïns. La murada tancava el nucli antic medieval i el primitiu castell, del que no s'han conservat restes, sinó el talús on està situat l'actual casa dels Montoliu.